# Wolfgang Schneider (Architekt)

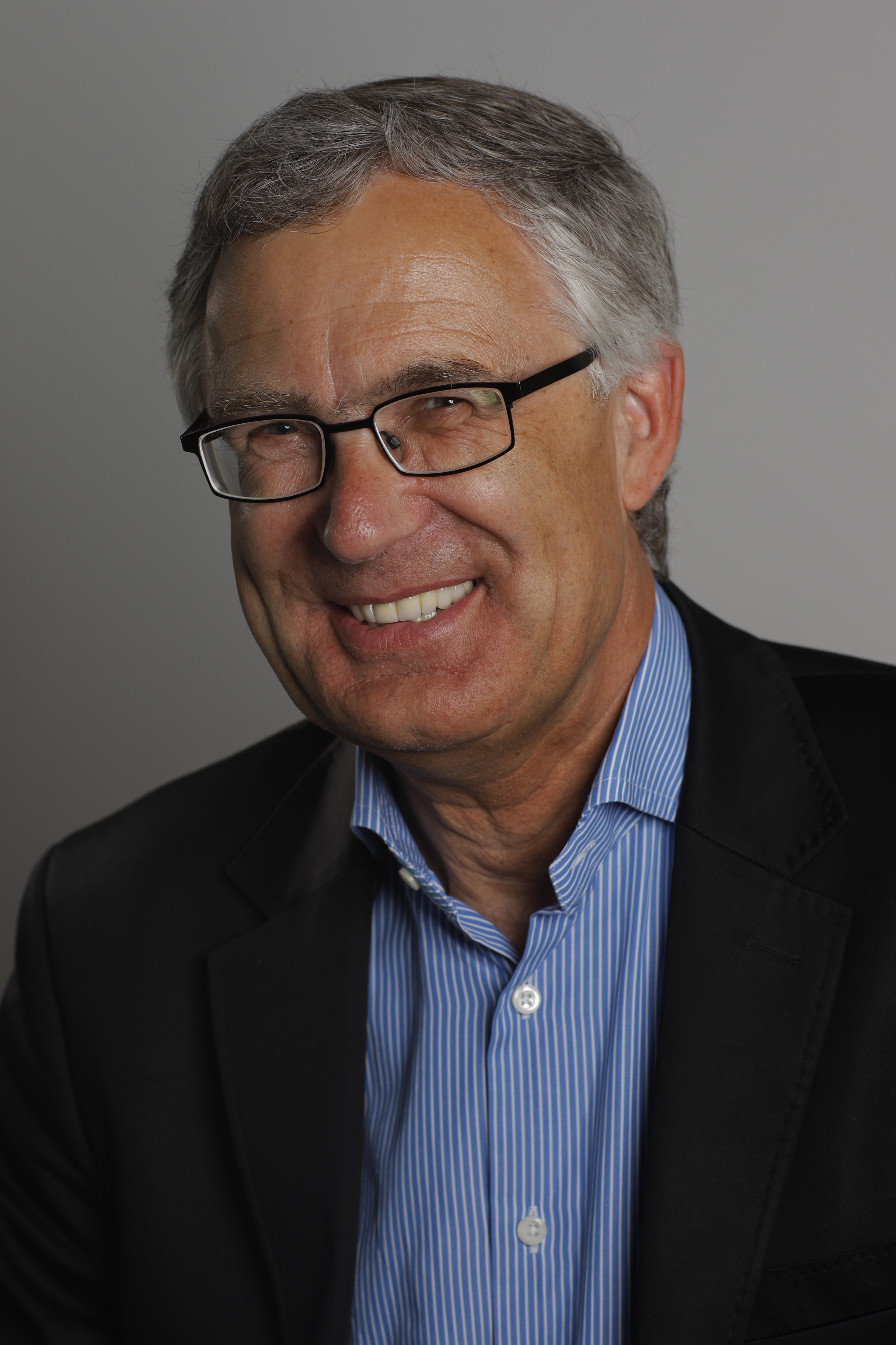
Wolfgang Schneider

Wolfgang Schneider (* 25. Februar 1948 in Bad Fredeburg) ist deutscher Architekt und Ehrenpräsident der Architektenkammer Niedersachsen. Er ist verheiratet und hat drei Kinder.

## Wirken
Wolfgang Schneider studierte von 1967 bis 1971 Ingenieurwesen an der Fachhochschule Höxter und von 1971 bis 1975 Architektur an der Technischen Universität  Berlin. Das Diplom beschloss er mit Auszeichnung. Von 1975 bis 1976 war er Wissenschaftlicher Mitarbeiter der TU Berlin, von 1976 bis 1984 Wissenschaftlicher Assistent mit Lehrauftrag am Institut für Entwerfen und Gebäudelehre Universität Hannover. Von 1985 bis 1989 arbeitete er im Architekturbüro Graaf-Schweger + Partner und übernahm die Leitung des Büros in Hannover, 1990 wurde er Partner und Mitinhaber des Büros Architekten Schweger + Partner (2002 bis 2006 ASP Architekten Schweger Partner); von 2001 bis 2007 gleichzeitig geschäftsführender Gesellschafter von Schweger Assoziierte GmbH in Hamburg. Seit 2006 arbeiten Wolfgang Schneider und Wilhelm Meyer als freie Architekten und Stadtplaner BDA in der Partnergesellschaft ASP Architekten Schneider Meyer Partner in Hannover.

## Leistungen
Wolfgang Schneider war von 1999 bis 2003 Landesvorsitzender des Bundes Deutscher Architekten BDA in Niedersachsen. 2003 wurde er zum Präsidenten der Architektenkammer Niedersachsen gewählt; 2008 erfolgte seine Wiederwahl als Präsident, bevor 2018 Robert Marlow ihm im Amt folgte. Wolfgang Schneider war Vorstandsmitglied der Bundesarchitektenkammer, des Instituts für Bauforschung IFB sowie der hamburgplan AG. Von 2007 bis 2020 war er auch Vorstandsvorsitzender, seither Kuratoriumsvorsitzender der Lavesstiftung, die die Förderung des beruflichen Nachwuchses und der Baukultur zum Ziel hat. Zu seinen beruflichen Leistungen zählen zahlreiche preisgekrönte Wettbewerbe, Auszeichnungen, bauliche Realisierungen und Veröffentlichungen in namhaften Zeitschriften sowie Buchpublikationen. Darüber hinaus hat Wolfgang Schneider als Preisrichter in diversen Wettbewerbsverfahren mitgewirkt.

## Bauten und Projekte (aktuelle Auswahl seit 2006)
- VGH Neubauten, Warmbüchenviertel Hannover
- Umgestaltung Geschäftshaus Theaterstraße 7 Hannover

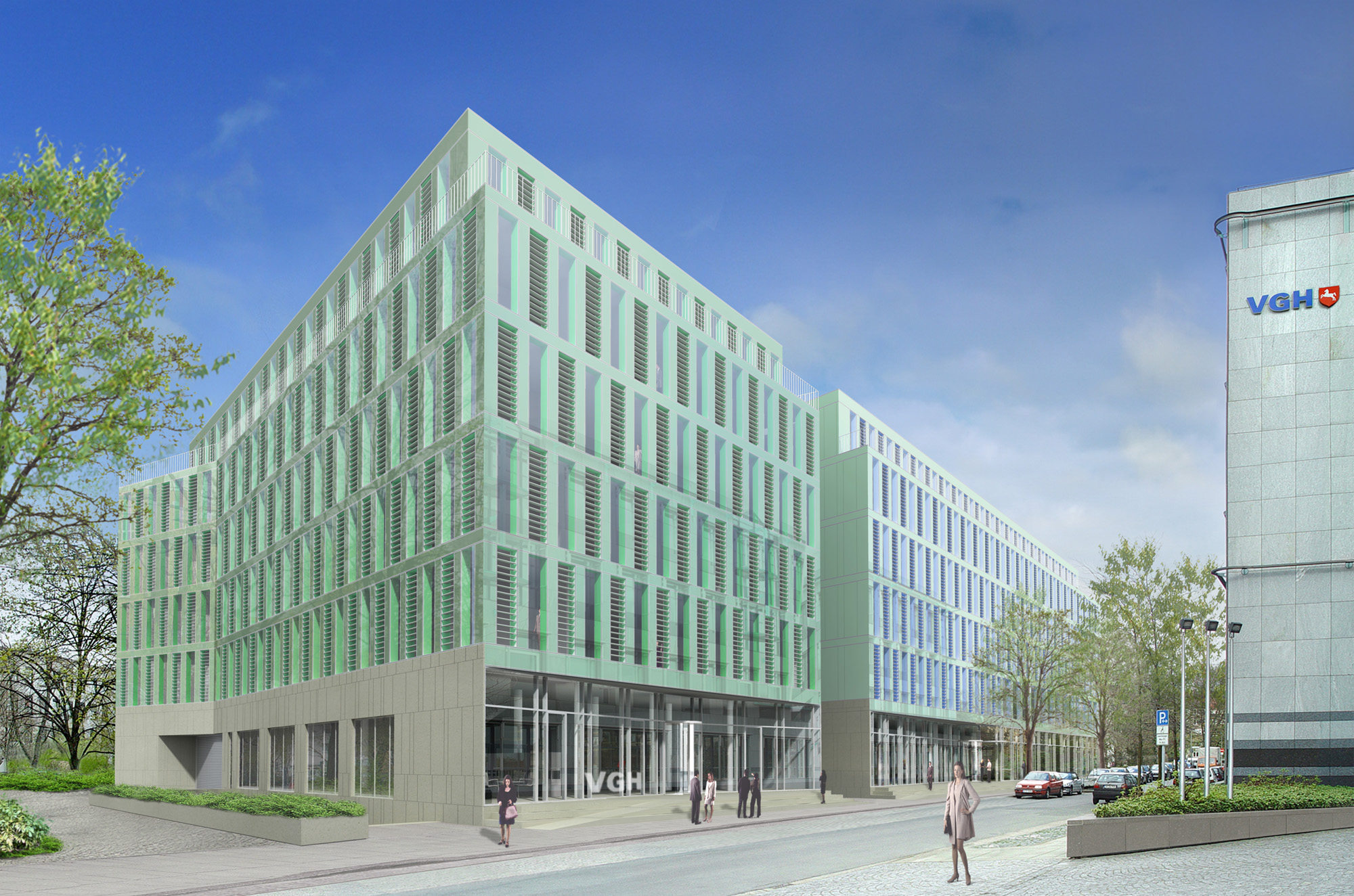
VGH Warmbüchenviertel, Hannover, 2008
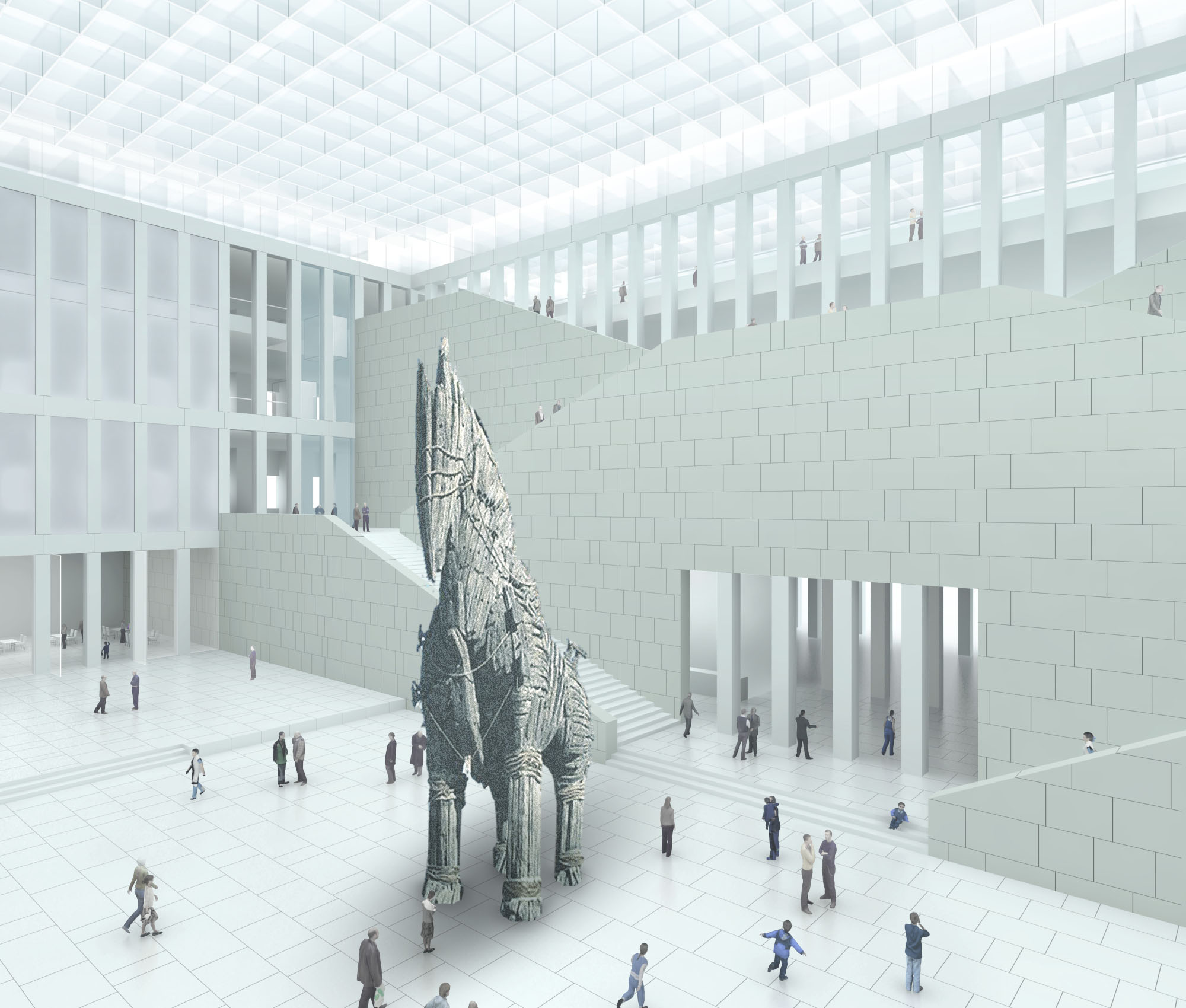
Humboldtforum Schloss, Berlin, 2008
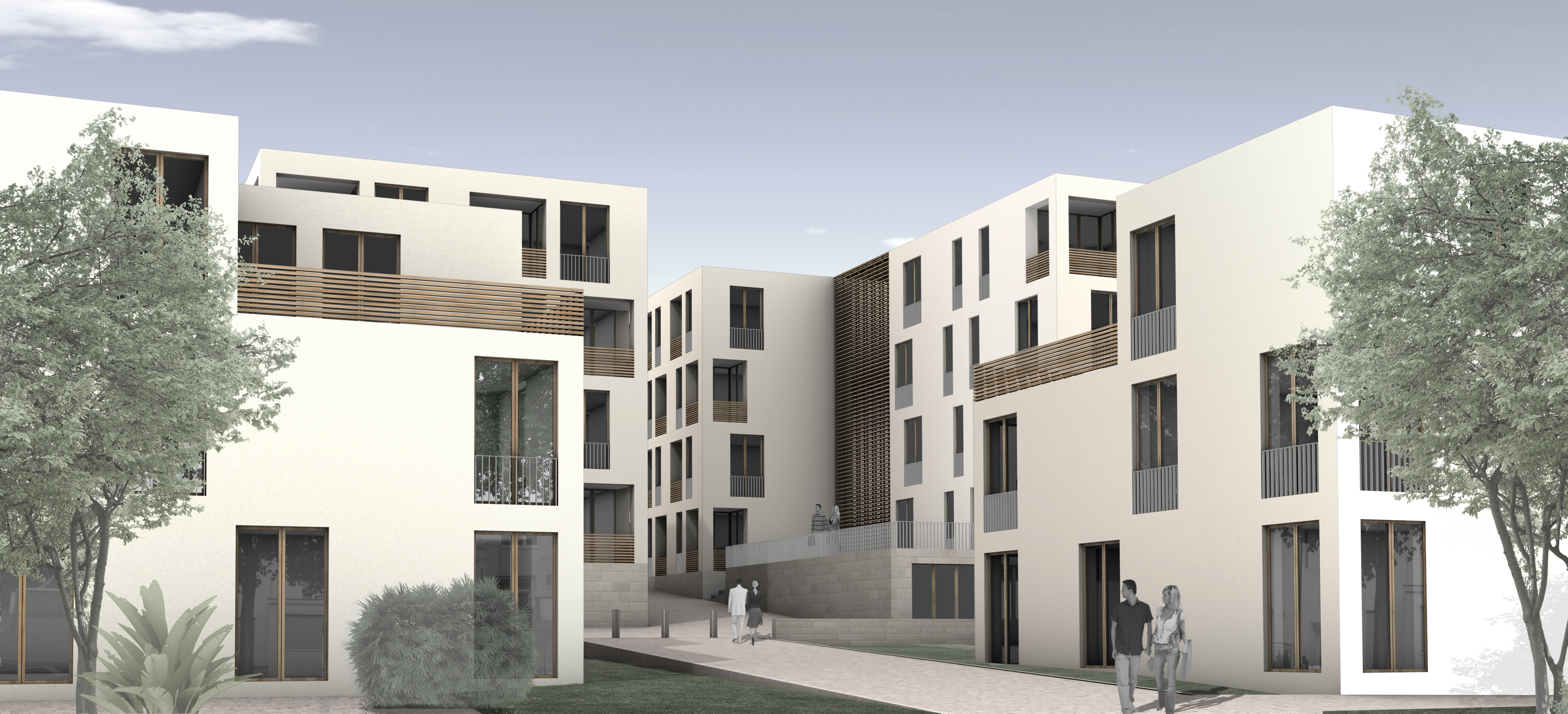
Wohnpark Bathildis, Bad Pyrmont, 2009

## Wettbewerbe (aktuelle Auswahl seit 2006)
- Wohnpark Bathildis Bad Pyrmont, 4. Preis, 2009
- Humboldt-Forum Schloss Berlin, Internationaler Wettbewerb, Endrunde, 2009
- Schifffahrtsmuseum Bremerhaven, Ankauf, 2008
- HDI Gerling Konzernzentrale Hannover, ein 2. Rang, 2008
- Kongresszentrum und Hotel Astana, Kasachstan, 1. Preis, 2008
- Lange Laube/Steintor Hannover, Ankauf, 2007

## Vorträge und Veröffentlichungen (Auswahl)
- Über die Verantwortung des Architekten, Vortrag im bau_werk in Oldenburg 2009
- ASP Architekten Schneider Meyer Partner, in Buchpublikation: Architekten Profile 2009/2010
- Neubauten der VGH, Interview mit Wolfgang Schneider und Prof. Wilhelm Meyer in fairplay 09
- Ein neues Schloss in alten Kleidern?, Deutsches Architektenblatt, Regionalausgabe Niedersachsen 2008 zum Wiederaufbau Schloss Herrenhausen
- Mehr Mut zur Gegenwart, Kulturteil Hannoversche Allgemeine Zeitung 2008 zum Wiederaufbau Schloss Herrenhausen
- Schloss Herrenhausen – historisch oder zeitgenössisch?, Symposium Ratsfraktion Bündnis 90/Die Grünen Hannover 2008
- Der Große Garten, das verlorene Schloss und die neue Nutzung, Vortrag Rotary Club Hannover 2008
- Ganzheitliche und nachhaltige Quartiersentwicklung, Vortrag/Werkbericht beim Heuer – Standortdialog Hannover 2008
- Innenstadtentwicklung durch Baukultur, Vortrag Symposium Architektur und Kommerz Hannover 2008
- Nationale Stadtentwicklungspolitik, Podiumsdiskussion Universität Hannover 2008
- Offices - VGH Hannover Warmbüchenkamp, in Buchpublikation Verlagshaus Braun 2007
- Voraussetzungen für eine zukunftsfähige Stadtentwicklung, vdw – magazin 2008 und Wohnungspolitischer Kongress Hannover 2007
- Campusentwicklung, Podiumsdiskussion Leuphana-Universität Lüneburg 2007
- Architektur mit Stahl, Vortrag/Werkbericht Voestalpine Linz / Austria 2007
- Architektur als Teil der Unternehmensphilosophie, Vortrag Symposium Hannover 2007
- Architekturausbildung in Deutschland – weniger ist mehr Wert?, BDA-Jahrbuch 2006/2007
- Architektur und Stadtentwicklung, Interview Radio Flora 2007
- Deutsche Expo-Pavillons, Interview Hannoversche Allgemeine Zeitung 2007
- Zukunft der Städte, Remarque-Gespräche Rathaus Osnabrück, Norddeutscher Rundfunk 2006
- Umgang mit alter Bausubstanz am Beispiel Nord/LB, Vortrag Rotary-Club Calenberg 2006
- Neue Einkaufswelten in Stadtzentren, Vortrag Symposium Hannover 2006
- Eine Stadt für alle – eine Illusion?, Podiumsdiskussion/Stadtgespräche Hannover 2006
- Zukunftstendenzen der Stadtentwicklung, Vortrag Wohnungspolitischer Kongress Hannover 2006
- Mit dem Netz ans Werk – Akquisition durch Kooperation, Deutsches Architektenblatt 1/2006
- Über Architektur und Architekten, Vortrag Rotary-Club Hannover 2005
- Für eine neue Kultur des Bauens, Festvortrag anlässlich Preisverleihung der Bauindustrie Niedersachsen-Bremen 2005
- Planung und Umbau des Nord/LB-Traditionshauses, Vortrag zur Eröffnungsfeier, Hannover 2005
- Zukunftsfähige Architekturausbildung, Vortrag Symposium Architektur und kulturelle Verantwortung, Uni Hannover 2004
- Auf dem Weg zu einer neuen Urbanität, Vortrag Symposium Unternehmen Stadt, Wolfsburg 2004